# 晉荀吳攻鮮虞之戰
晉荀吳攻鮮虞之戰發生於西元前527年，晉國攻打鼓國的戰爭。
鮮虞氏是北狄的一個流動部落國。春秋時，狄人在河北中部，建立了三個小國。即：鮮虞（在今正定）；肥國（在今蒿城）；鼓國（在今晉州）。
前530年，晉國卿大夫荀吳假扮會同齊軍借道鮮虞進入鼓國都城昔陽（今河北省晉縣西），但並沒有滅掉鼓國。同年八月，晉軍卻消滅了肥國（在今河北省藁城縣一帶），俘虜國君綿皋，肥國舊地歸屬晉國。此戰被稱為晉滅肥、伐鮮虞之戰。前529年，晉昭公得知鮮虞邊境空虛，即以荀吳統率上軍由著雍進侵鮮虞，大破鮮虞中人城（今河北唐縣西北峭嶺），大獲而歸。
前527年秋，荀吳再率晉軍攻打鼓國，晉軍煽動鼓國人民，使他們請求叛國及獻出昔陽城。荀吳不准許，他的左右問荀吳不戰而勝而獲得城池，為何不准許。荀吳認為反叛獻城者是不忠，但是獻城後不封賞獻城者，晉國便失信，既然如此，他不接受獻城。圍城三個月後，荀吳又不接受鼓國國民投降。直至鼓國國民糧食已竭力盡而降，荀吳才取鼓國都城，不殺一人下，俘虜國君鳶鞮，使鼓國成為晉國的屬國。此戰是為「晉荀吳攻鮮虞之戰」。
前520年六月，荀吳率晉軍侵略東陽，使晉軍偽裝為糴者，負甲於昔陽之門外休息，遂襲擊而消滅鼓國，俘虜鼓子鳶鞮而歸，派遣晉將涉佗在當地駐守。